# Фотолитография
Фотолитографията – е метод за получаване на рисунък върху тънък слой от материал, който се използва широко в микроелектрониката и в полиграфията. Наричан е още „оптична литография“ и по същество представлява получаване на изображение върху повърхност посредством експонация на фоточувствителен материал през шаблон (маска). Това е един от основните процеси в планарната технология, която е в основата на производството на интегрални схеми.
За получаване на рисунък се използва светлина с определена дължина на вълната. Минималният възможен размер на детайлите от рисунъка е равен на половината от дължината на вълната и се определя от наличието на дифракционни ефекти).
Фоторезист – специален фотографски материал, който изменя физико-химическите си свойства при облъчване със светлина.
Фотошаблон или Фотомаска – пластина, прозрачна за използваната светлина, с рисунък, направен с непрозрачен за излъчването оцветител.
Процесът фотолитография протича по следния начин:
1. На подложката (в микроелектрониката това най-често е силиций) се нанася тънък слой от материала, в който трябва да се формира рисунък. Върху него се нанася фоторезист.
2. Прави се експониране през фотошаблона (по контактен или прожекционен метод).
3. Експонираните участъци на фоторезиста изменят своята разтворимост и може да се отстранят по химически начин (процес проявяване). Освободените от фоторезиста участъци се подлагат на следваща обработка (ецване), при която останалият неекспониран фоторезист служи като маска.
4. В заключение се отстраняват остатъците от фоторезист.

Процесът има негативен и позитивен варианти. Ако след експонирането се променя разтворимостта на осветените области (те стават разтворими и се отстраняват) процесът е позитивен; в обратния случай – когато те стават неразтворими и остават – е негативен.